# La Lumière des Jedi
La Lumière des Jedi (titre original : Light of the Jedi) est une série littéraire de science-fiction s'inscrivant dans l'univers étendu de Star Wars. Elle prend place dans le projet La Haute République, et se déroule au troisième siècle avant la bataille de Yavin.

## Résumé
La galaxie connaît une période d'apogée et de paix sans précédent, une ère appelée la « Haute République ». Sous l'égide de la Chancelière Lina Soh, la République Galactique s'étend dans la Bordure Extérieure, extension symbolisée par le projet phare de la chancelière: le Flambeau Stellaire, une station spatiale amenée à devenir à la fois un relais de communication, un avant-poste militaire, un port commercial, une base diplomatique, mais aussi et surtout, le QG de l'ordre Jedi dans la Bordure extérieure.
Mais peu avant l'inauguration du Flambeau, une catastrophe inimaginable survient : alors qu'il traverse l'hyperespace, le vaisseau colonial Legacy Run percute un objet sur sa trajectoire, évènement qui viole toutes les lois connues de l'hyperespace. Des débris issus de l'accident sortant de l'hyperespace dans le système Hertzal à la vitesse de la lumière, chaque impact menace de provoquer une destruction apocalyptique, et ce n'est que grâce à l'intervention de l'Ordre Jedi que des milliards de vies sont sauvées.
Cependant, malgré ce sauvetage héroïque, de nombreux défis restent à relever: en effet, plusieurs débris continuent de sortir dans l'hyperespace dans ce qui est appelées des Émergences, qu'il faut prévoir en reconstituant la catastrophe; en outre, il apparaît bientôt qu'une organisation pirate est liée à cette catastrophe: les Nihil, connus pour leur monstruosité et leur barbarie et qui ne tardent pas à devenir une menace obscure plus importante que tout ce qui a été connu jusqu'ici.

## Personnages

### Ordre Jedi
- Avar Kriss : Maître Jedi humaine
- Burryaga Agaburry : Padawan Jedi Wookiee
- Elzar Mann : Jedi humain
- Loden Greatstorm : Maître Jedi Twi'lek
- Bell Zettifar : Padawan Jedi humain

### République galactique
- Lina Soh : Chancelière Suprême de la République galactique
- Izzet Noor : Sénateur de la Bordure Extérieure
- Jeffo Lorillia : Secrétaire des transports de la République galactique
- Keven Tarr : conseiller au ministères des technologies de Hetzal.
- Pevel Kronara : Amiral de la Coalition Défensive de la République
- Zeffren Ecka : Premier ministre de Hetzal

### Pirates Nihils
- Marchion Ro : Œil et chef suprême des pirates Nihils
- Kassav : Maître-Tempête des pirates Nihils
- Lourna Dee : Maître-Tempête des pirates Nihils
- Pan Eyta :  Maître-Tempête des pirates Nihils

## Chronologie
1. La Lumière des Jedi (Light of the Jedi) - 232 av. BY.
2. L'orage gronde (The Rising Storm) - 231 av. BY.
3. La Chute de l'étoile (The Fallen Star) - 230 av. BY.

## La Lumière des Jedi
La Lumière des Jedi est écrit par Charles Soule. Il est publié sous son titre original, Light of the Jedi, aux États-Unis par Del Rey Books le 5 janvier 2021, avec alors 400 pages,. Il est traduit en français par Lucile Galliot et Sandy Julien et publié par les éditions Pocket le 25 mars 2021, avec alors 512 pages,.

## L'orage gronde
L'orage gronde est écrit par Cavan Scott. Il est publié sous son titre original, The Rising Storm, aux États-Unis par Del Rey Books le 29 juin 2021, avec alors 448 pages,. Il est traduit en français par Sandy Julien et publié par les éditions Pocket le 27 janvier 2022, avec alors 560 pages,.

## La Chute de l'étoile
La Chute de l'étoile est écrit par Claudia Gray. Il est publié sous son titre original, The Fallen Star, aux États-Unis par Del Rey Books le 4 janvier 2022, avec alors 368 pages,. Il est traduit en français par Sandy Julien et publié par les éditions Pocket le 30 juin 2022, avec alors 464 pages,.